# Passo Cibiana
Passo Cibiana (1530 m n. m., také Forcella Cibiana) je málo známý silniční průsmyk v jižních Dolomitech (Itálie), který se nachází v provincii Belluno v regionu Benátsko. Úzká silnice, otevřená i v zimě, spojuje údolí Valle del Boite (Ampezzanské Dolomity) z Venas di Cadore na východě s údolím Val di Zoldo na západě v délce asi 20 km a v maximálním sklonu 15 %. Na vrcholu průsmyku se nachází celoročně otevřený hostinec Rifugio Remauro.
Severně od průsmyku se nachází Monte Pelmo (3168 m n. m.) a Monte Rite (2183 m n. m.). Na Monte Rite se dostanete z vrcholu průsmyku po staré válečné cestě a nabízí vynikající panoramatický výhled na okolní vrcholy. Dnes je na silnici povolen vjezd pouze jízdním kolům a džípům. Vrchol měl za první světové války (Horská válka 1915-1918) velký strategický význam, proto na něm byla postavena přehradní pevnost Monte Rite.
V roce 2002 zde jihotyrolský extrémní horolezec Reinhold Messner otevřel Horské muzeum Dolomit.
Jižně od průsmyku se nachází v německy mluvících zemích z velké části neznámá a poměrně málo prozkoumaná skupina Bosconero s drsnými skalnatými vrcholy (Sassolungo di Cibiana, 2413 m n. m.; Sasso di Toanella, 2430 m n. m.; Rocchetta Alta di Bosconero, 2412 m n. m.; Sfornioi, 2425 m n. m.). Passo Cibiana se překračuje v rámci vysokohorské stezky Dolomiten-Höhenweg 3, která při cestě ze severu vede přes skupinu Bosconero do Longarone v údolí Val Piave.

## Galerie

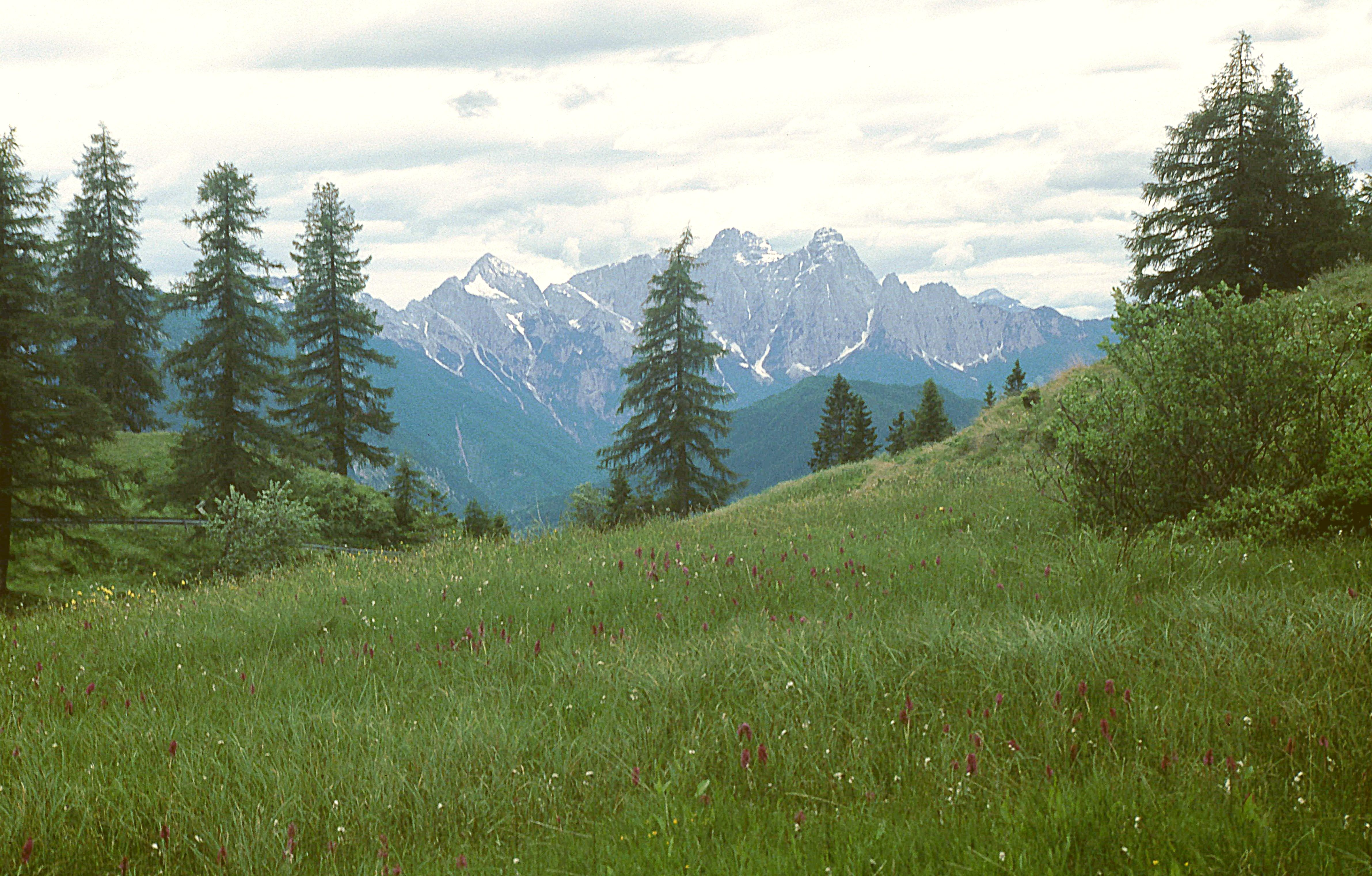
Passo Cibiana
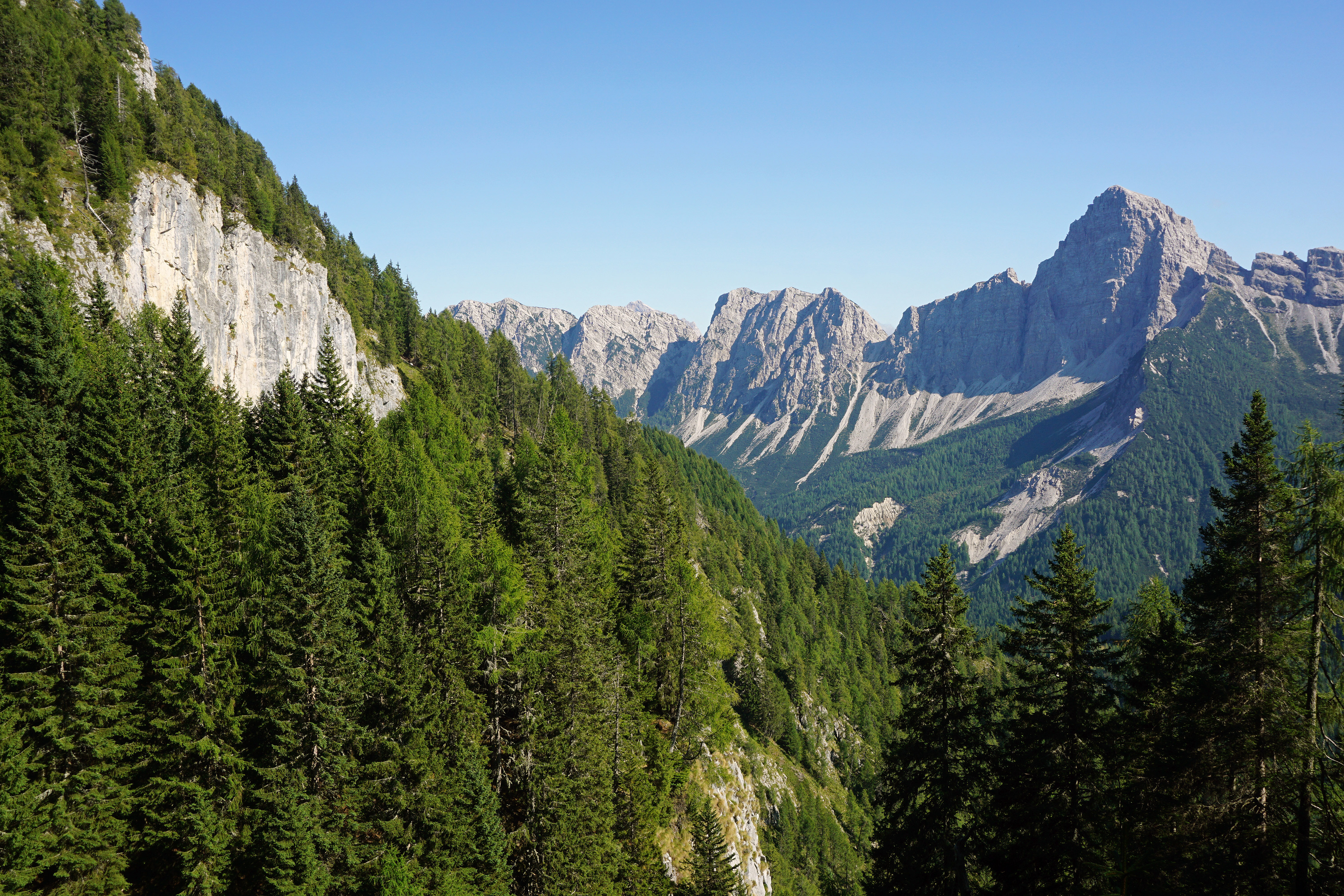
Passo Cibiana
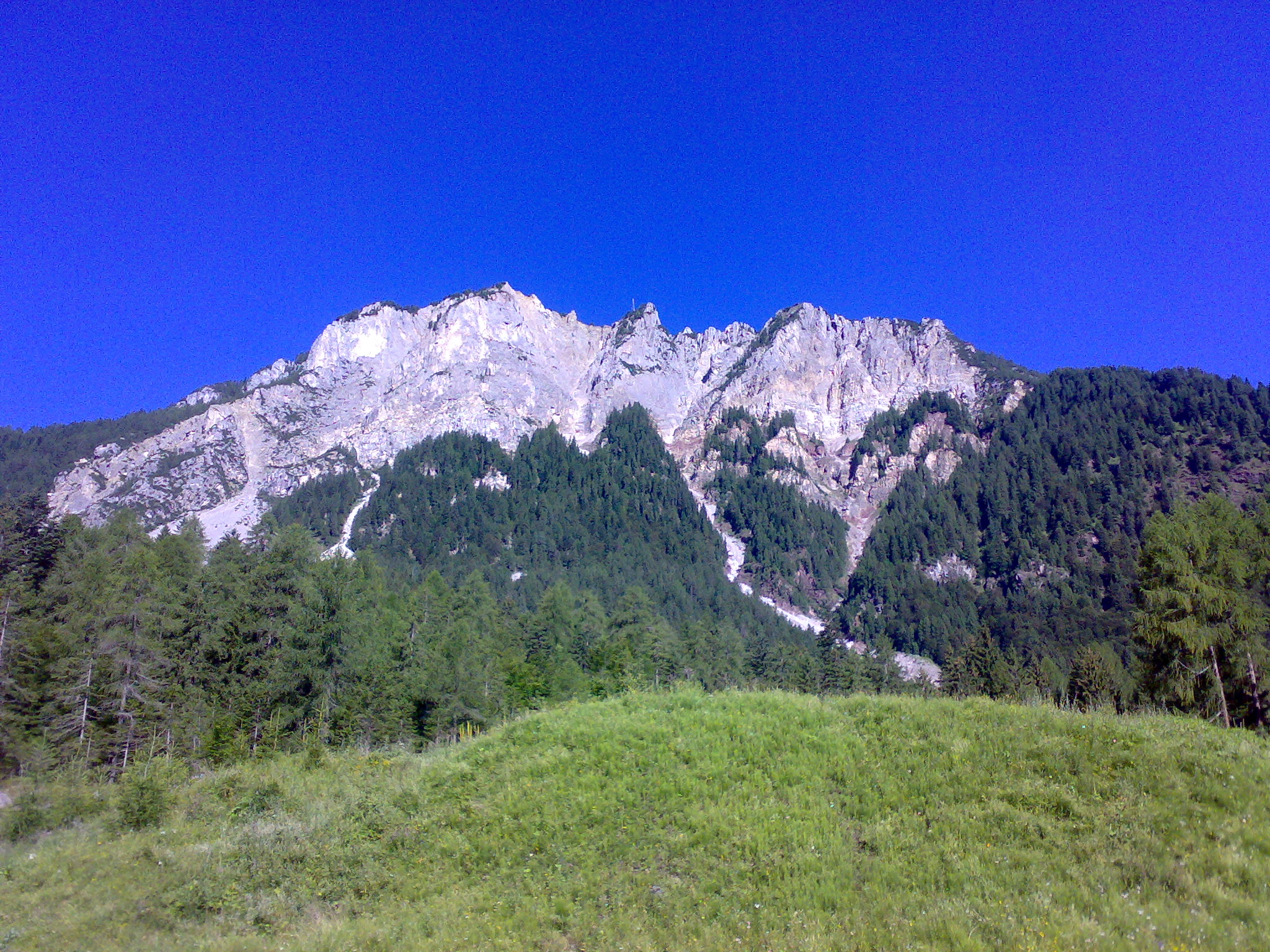
Monte Rite
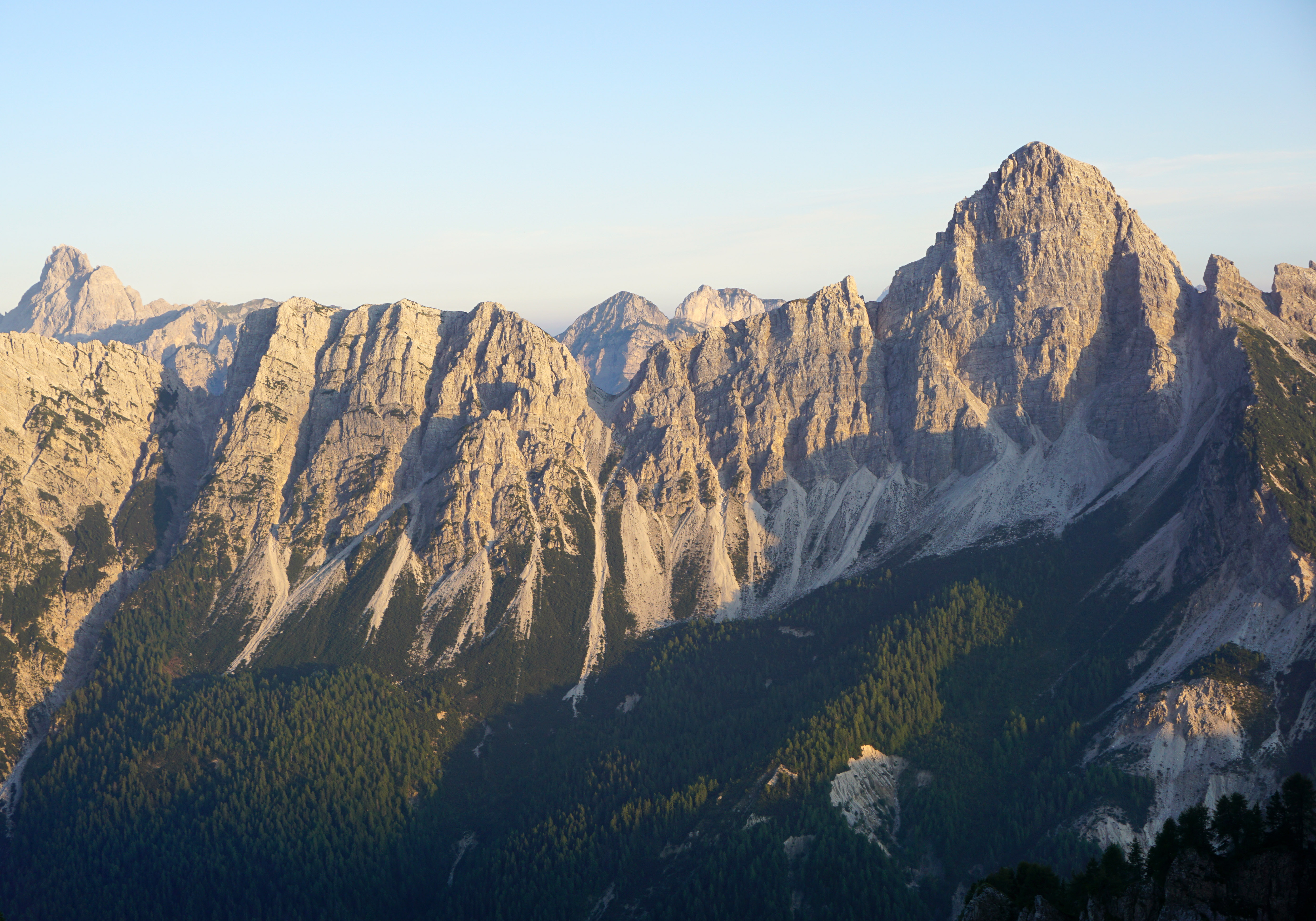
Passo Cibiana
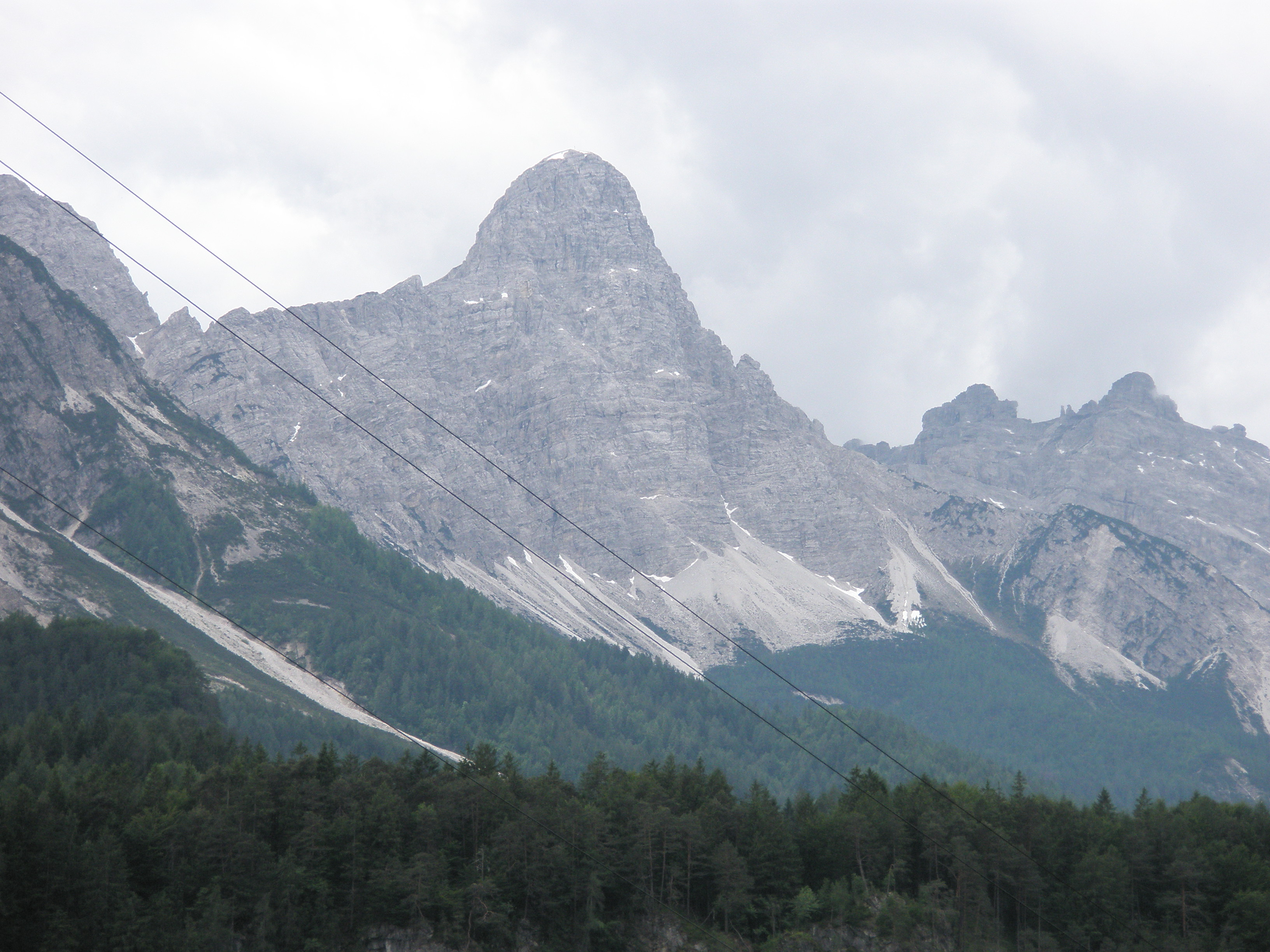
Sassolungo di Cibiana
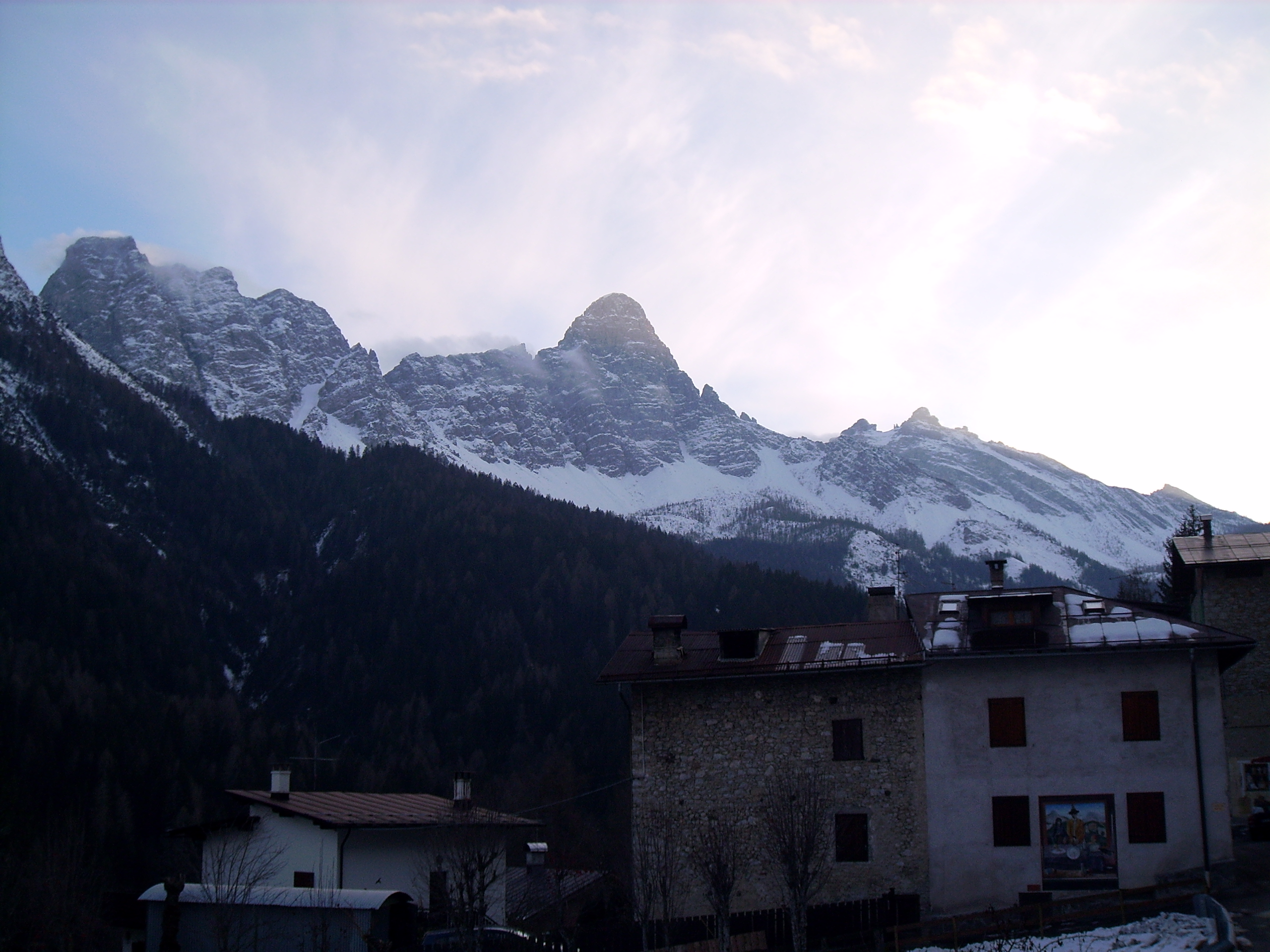
panorama Passo Cibiana